# پوئبلووست (کلرادو)
پوئبلووست (به انگلیسی: Pueblo West) یک منطقهٔ مسکونی در ایالات متحده آمریکا است که در شهرستان پوبلوو، کلرادو واقع شده‌است. پوئبلووست ۱۸۲٫۴ کیلومتر مربع مساحت و ۲۹٬۶۳۷ نفر جمعیت دارد و ۱٬۵۱۱٫۸۳ متر بالاتر از سطح دریا واقع شده‌است.